# Fonds national pour le développement de l'artisanat
Le Fonds national pour le développement de l'artisanat (en espagnol : Fondo Nacional para el Fomento de las Artesanías) ou FONART est une dépendance du Secrétariat au développement social (SEDESOL). Il est créé en 1974 pour promouvoir et protéger l'artisanat mexicain traditionnel. L'agence a quatre programmes principaux, y compris la formation des artisans, la vente au détail et le parrainage de concours d'artisanat tant au niveau local, que régional et national. Le FONART aide directement 26 600 artisans en 2006, mais l'agence est critiquée pour son inefficacité et pour ne pas répondre aux exigences des lois nationales de transparence. Actuellement, elle recherche la capacité d'authentifier l'artisanat au niveau national et international dû à la concurrence d'imitations en provenance d'Asie.

## Objectif

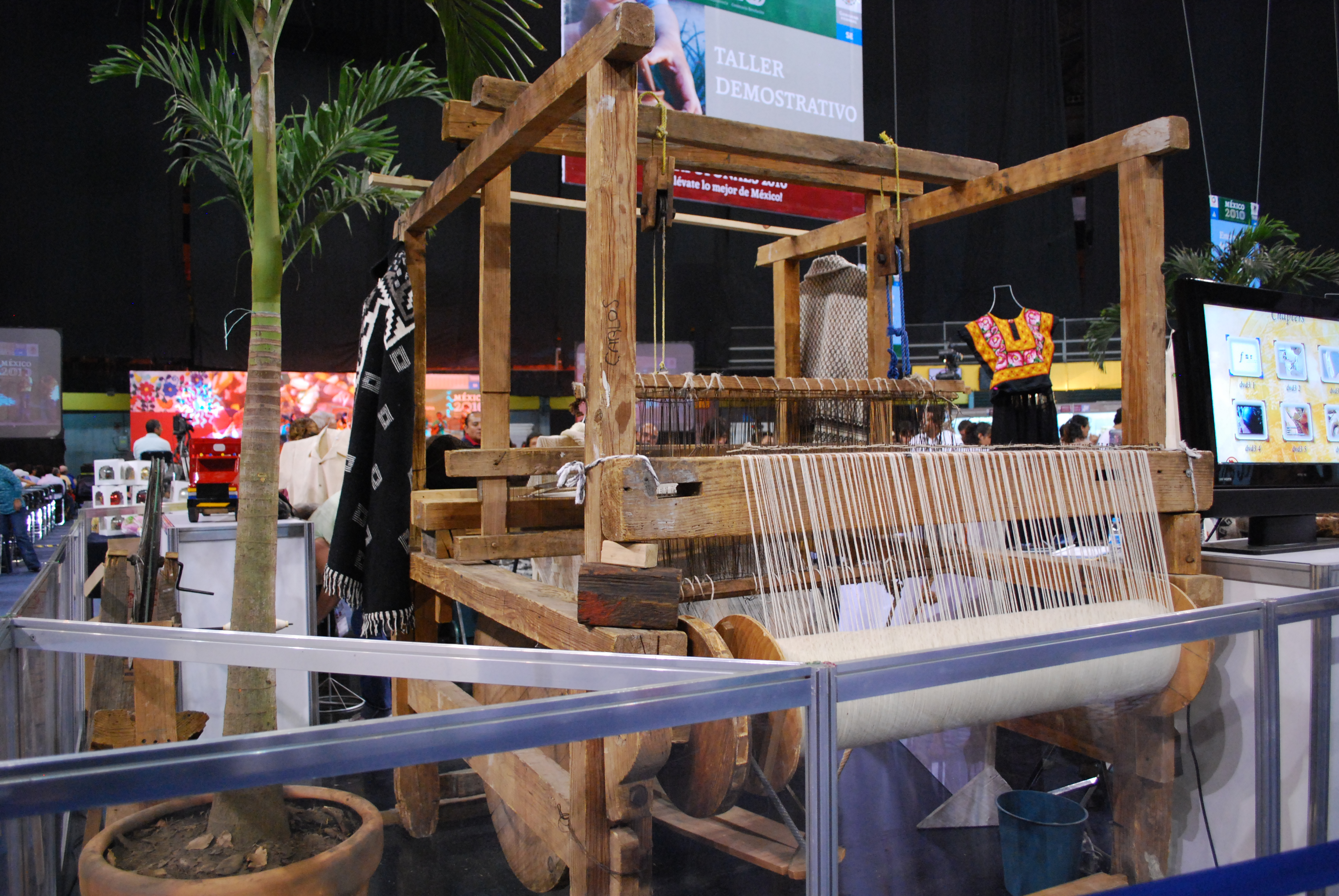
Loom exposé au Palacio de Deportes pour l'exposition annuelle d'artisanat FONART

Le FONART est fondé en 1974 et depuis 1995, il est placé sous la tutelle du Secrétariat au développement social (SEDESOL). L'objectif général est de protéger et de promouvoir l'artisanat traditionnel mexicain, en ouvrant les marchés nationaux et internationaux aux artisans, car nombre d'entre eux vivent dans des zones pauvres, rurales et indigènes. On estime à 8 millions le nombre d'artisans travaillant au Mexique, et le FONART aide directement 45 618 d'entre eux en 2018. Ceux qui vivent dans des zones pauvres ou autochtones ont la priorité. En 2018, l'agence disposait d'un budget de plus de 153 millions de pesos, dont une partie générée par les ventes d'artisanat, 42 millions de pesos entrent dans les caisses de l'association en 2007, par exemple,.

## Programmes principaux
Le FONART a quatre programmes différents pour promouvoir et bénéficier l'artisanat mexicain. Il s'agit de formation artisanale, d'assistance technique, de financement, de concours d'artisanat et d'un programme d'achat d'artisanat gouvernemental,.
Une formation est offerte pour aider les artisans à améliorer la qualité et la conception de leurs produits, tout en maintenant les éléments culturels traditionnels et en rendant les techniques de production plus respectueuses de l'environnement. Les subventions sont accordées à des personnes qualifiées ou à des groupes organisés, le plus souvent comme solution de rechange aux services bancaires traditionnels. Des concours annuels sont organisés pour honorer les artisans qui ont excellé dans leur métier, ainsi que ceux qui se distinguent dans des domaines tels que l'innovation et la préservation et le sauvetage des techniques traditionnelles. Les compétitions se déroulent aux niveaux local, étatique et national. Les œuvres gagnantes sont alors considérées comme des objets de grande valeur.
Le FONART a également un programme d'achat où les pièces sont achetées directement auprès des artisans dans les centres régionaux ou par l'intermédiaire d'agents qui se rendent périodiquement dans les zones artisanales. Il achète également des pièces auprès de différentes institutions publiques qui font la promotion de l'artisanat. Le système d'acquisition possède cinq centres de stockage situés dans les États de Jalisco, Michoacán, Oaxaca, San Luis Potosí et Mexico.

## Compétitions d'artisanat
Le FONART parraine des concours d'artisanat dans différentes régions du pays pour promouvoir la vente et la qualité de l'artisanat produit. Cette fonction relève du Departmento de Concursos dirigé par Raymundo Martínez. Les bourses, pour le premier prix, offertes lors de ces événements varient de 10 000 à 100 000 pesos. Dans le seul état du Guerrero, les concours comprennent les Pintores de Alto Balsas (peinture folklorique sur papier d'amate) à Xalitla, le Concurso de Hilado y Tejido del Huipil (huipil) à Metlatónoc (en), le Concurso de Alfarería con Engobes Minerales (poterie) à San Agustín Oapán, le Concurso de Laca Artesanal (objets laqués) de Temalcatzingo, le Concurso Municipal de Joyería (bijoux), le Concurso Regional de la Costa Chica, le Concurso de Laca (objets laqués) à Olinalá et le Concurso Nacional de la Feria de la Plata (argenterie) de Taxco. Le dernier est un concours de niveau national,. Les pièces sont jugées sur la conception, la technique, les matériaux utilisés dans sa production et si la pièce représente une culture ethnique du Mexique. Un autre facteur est si la pièce utilise une ressource durable.

## Les magasins de détail
Les foires et les marchés sont des débouchés importants pour l'artisanat mexicain, mais ils ne sont pas suffisants. L'agence gère un certain nombre de magasins de détail, tous situés à Mexico, à l'exception d'un à San Luis Potosí. Les articles les plus vendus sont les céramiques, les articles laqués et le verre. La plupart des produits proviennent de Oaxaca, Chiapas et Michoacán. Contrairement à la plupart des autres points de vente d'artisanat, les magasins FONART proposent des produits plus haut de gamme et plus variés. Le magasin FONART atteint un chiffre d'affaires de plus de 2,5 millions de pesos par an . Cependant, un problème que les magasins FONART ont eu, c'est que la plupart ne sont pas placés dans des lieux touristiques. Toutefois, l'agence a récemment commencé à travailler avec le Secrétariat fédéral du tourisme afin de trouver d'autres moyens de vendre aux touristes internationaux et d'utiliser l'artisanat pour attirer les touristes dans les zones rurales.

## Exposition annuelle du FONART
Le FONART et d'autres agences sponsorisent une exposition annuelle et un bazar qui parcourt le pays. En 2010, le thème est lié aux célébrations jumelles du bicentenaire de l'indépendance du Mexique et du centenaire de la révolution mexicaine. L'offre d'artisanat par les vendeurs lors de cet événement est très variée avec des représentants de tous les états mexicains ainsi que de la ville de Mexico. Cinq cents pièces considérées comme les plus représentatives de l'artisanat mexicain sont présentées à l'exposition.

## Critique
Au début des années 2000, le président Vicente Fox a failli fermer l'agence, affirmant qu'elle n'atteint pas ses objectifs, en particulier dans la vente d'artisanat acheté auprès des artisans. Plus récemment, on reproche à FONART de ne pas se conformer suffisamment aux lois fédérales en matière de transparence de l'information, y compris l'absence de publication d'informations obligatoires sur son site Web.

## Efforts de protection de l'artisanat mexicain
Un autre effort du FONART concerne la protection de l'artisanat mexicain contre les importations moins chères, en particulier celles en provenance de Chine et d'autres régions d'Asie. Il demande au Congrès de l'Union le droit d'imposer des amendes aux entreprises qui importent des imitations asiatiques de l'artisanat mexicain. Une autre proposition consiste à enregistrer les marques régionales et artisanales afin de s'assurer que l'artisanat mexicain authentique est marqué comme tel aux niveaux national et international. Actuellement, trente-trois métiers d'art ont ce type de marque de commerce au niveau de l'État. Il s'agit notamment de l'artisanat fabriqué dans les localités d'Oaxaca comme San Bartolo Coyotepec, Santo Tomás Jalietza, Teotitlán del Valle et San Martín Tilcajete.